# CILANE
La Commission d'information et de liaison des associations nobles d'Europe (CILANE) a été créée en avril 1959 pour l'échange d'expériences et d'informations entre les différentes associations regroupant les familles nobles de chaque État européen.

## Fonctionnement
La CILANE n'a pas de président mais plutôt un coordinateur élu pour trois ans. Son rôle est de préparer et de diriger les sessions de printemps et d'automne et de prendre ses décisions. Cela permet aux associations nationales de mener à bien leurs projets ensemble. Elle organise un congrès international tous les trois ans ainsi que des réunions de jeunes.
La session de printemps tient place traditionnellement à Paris dans les locaux de l'ANF, siège de la CILANE. En automne la session se tient dans un des autres pays membres.
Des délégués représentent leurs associations à la CILANE pour les pays suivants : Belgique, France, Italie, Russie, Allemagne, Suisse, Portugal, Suède, Finlande, Pays Bas, Royaume-Uni, Danemark et Hongrie, ainsi que pour la noblesse pontificale.
En raison de la position de la Députation Permanente et du Conseil de la Grandeur et des Titres du Royaume de ne reconnaître les titres étrangers comme tels que si « … la succession à ces titres ne doit être reflétée que lorsqu'ils ont été possédés par des personnes qui ont reconnu la succession de rois régnant effectivement, mais non demandeurs ou titulaires en exil de royaumes disparus », notamment dans « … dans le cas des titres du royaume éteint des Deux-Siciles, un tel royaume n'existe plus et les prétendants à celui-ci sont pas de monarques effectivement régnants", et les divisions internes qui en résultent, l'Espagne n'a pas de représentation officielle dans l'organisation de coordination de la noblesse européenne CILANE.

## Membres et liens
- Allemagne : Union des associations de la noblesse allemande (de) (VdDA)
- Belgique : Association de la noblesse du royaume de Belgique (ANRB)
- Croatie : Hrvatski Plemićki Zbor - Collegium Nobilium Croaticum
- Danemark : Dansk Adels-Forening (DAF)
- États pontificaux et Saint-Siège : Réunion de la noblesse pontificale (RNP)
- Finlande : Maison de la noblesse finlandaise (Riddarhuset)
- France : Association d'entraide de la noblesse française (ANF)
- Hongrie : Association des familles historiques hongroises (MTCSE)
- Italie : Corpo della Nobilita Italiana  (CNI)
- Malte : The Comitee of Privileges of the Maltese Nobility
- Pays-Bas : Nederlands Adelvereniging (NAV)
- Portugal : Associação da Nobreza Histórica Portugal (ANHP)
- Royaume-Uni : Association for Armigerous Families of Great Britain (AFGB)
- Russie : Союз Дворян - Union de la noblesse russe (UNR)
- Suède : Maison de la noblesse suédoise (Riddarhuset)
- Suisse : Association de familles suisses (AFS)

### Associations candidates
- Espagne : Real Asociación de Hidalgos de España (AHE) [2],[3]
- Slovaquie : Aristokratické Združenie Slovenska
- Géorgie : Association de la noblesse géorgienne
- Lituanie : Lietuvos Bajorų Karališkoji Sąjunga
- Pologne : Polskie Towarzystwo Ziemiańskie